# Port lotniczy Bokoro
Port lotniczy Bokoro – międzynarodowy port lotniczy położony w Bokoro w Czadzie.